# Varingskollen Station
Varingskollen Station (Varingskollen stasjon eller Varingskollen holdeplass) er en jernbanestation på Gjøvikbanen ved Nittedal i Akershus fylke i Norge. Stationen består af et enkelt spor med tilhørende perron og læskur. Den er ikke betjent og har ikke billetautomater. Stationen ligger i umiddelbar nærhed af Varingskollen skisenter.
Stationen blev oprettet i 1932 under navnet Løvstad, men det blev ændret til det nuværende navn 31. maj 1964. I 2015 blev stationen moderniseret med en ny perron.